# 三途〜SanZ〜
三途～SanZ～(さんず)とは、日本のロックバンドである。2010年結成。バンド名は、コンセプトとしている「メンバーが三途の川の渡し守である」という設定に、結成当初の3ピースという意味を掛けている。現在はサポートメンバーを加え、4人体制としてライブを行う。

## 概要
叙情的歌謡ラウドを名乗り、ラウドかつメロディアスな楽曲、過去から現代日本の物語を中心とした歌詞が特徴である。またライブの事を歌劇と呼ぶ。

## メンバー
- ボーカル：あべやす

三途～SanZ～のリーダー的立ち位置であり、ほとんどの楽曲の作詞作曲を行う。
派手な紅色の和服を纏い、ライブでは扇子を振りながら歌う。もともとギター・ボーカルであり、2015年3月20日以降からピンボーカルに転向。ギター以外にもベース、キーボード、ドラムなども演奏することが出来る。
- ベース・ボーカル：純

主にメロディを歌うあべやすとは対照的に、シャウトやデスボイスを担当する。ルックスに関してもあべやすとは対照的であり、寒色系の和服や、時には漆黒の衣を纏う。紳士的な雰囲気を持ち、「純さま」と呼ばれる。非常に多様なエフェクターを使用し、一般的なベースとはかけ離れた非常に独特な重低音を操る。
- ドラム：あんあん

ツーバスセットに和傘をマウントした派手なドラムセットを使用する。メンバーやファンからの愛称は「あんこ」であり、長髪で中性的な顔立ちのためによく女性と間違えられる。2014年2月27日の歌劇で正式加入が発表された。
『鬼子母神』以降参加。

### サポートメンバー
- ギター：牛若

#### 旧メンバー
- ドラム：獣（『源氏物語』に参加）

## ディスコグラフィー
ミニアルバム
- 1.『源氏物語』（2012年4月発売）
- 2.『雨音に望む』（2013年９月発売）
- 3.『鬼子母神』（2014年７月発売）

コンピレーションアルバム
- 1.『語るオトナたちの小劇場』（2014年11月発売）